# (592245) 2014 QR441
(592245) 2014 QR441, também escrito como (592245) 2014 QR441, é um objeto transnetuniano que está localizado no disco disperso, uma região do Sistema Solar. Ele possui uma magnitude absoluta de 6,8 e tem um diâmetro estimado de 192 quilômetros.

## Descoberta
(592245) 2014 QR441 foi descoberto no dia 18 de agosto de 2014 pelo The Dark Energy Survey.

## Órbita
A órbita de (592245) 2014 QR441 tem uma excentricidade de 0,369 e possui um semieixo maior de 67,465 UA. O seu periélio leva o mesmo a uma distância de 42,595 UA em relação ao Sol e seu afélio a 92,335 UA.